# ليو كونموتو
ليو كونموتو (باليابانية: 国本 玲央) (مواليد 1 سبتمبر 2001) هو لاعب كرة قدم ياباني.

## وصلات خارجية
- ليو كونموتو على موقع رابطة كرة القدم اليابانية للمحترفين (اليابانية)
- ليو كونموتو على موقع قاعدة بيانات كرة القدم.إي يو (الإنجليزية)
- ليو كونموتو على موقع Soccerway.com (الإنجليزية)
- ليو كونموتو على موقع عالم كرة القدم.نت (الإنجليزية)